# ليف اصطناعي
الألياف الاصطناعية هي نتاج بحوث موسعة أجراها العلماء لتطوير الألياف التي توجد في الطبيعة في ألياف الحيوانات والنباتات. ويتم عمومًا تخليق الألياف الاصطناعية بضغط المواد المصنعة للألياف عبر فتحات (تسمى المغازل) إلى الهواء لتكون خيوطًا، ويتم ذلك عادةً بعملية البثق. فقبل تطوير الألياف الاصطناعية، كانت الألياف المصنعة اصطناعيًا تصنع من السليولوز المستخرج من النباتات. وكانت تلك الألياف تسمى ألياف السيليلوز المسترجع.

## الوصف
تتكون الألياف الاصطناعية من البوليمرات المُخلقة أو الجزيئات الصغيرة. وتستخلص المركبات المستخدمة في صناعة تلك الألياف من مواد خام مثل الكيماويات أو البتروكيماويات القائمة على النفط. فتتم بلمرة تلك المواد في مادة كيميائية طويلة وخطية تربط بين ذرتي كربون متجاورتين. وتستخدم المركبات الكيميائية المختلفة في إنتاج أنواع مختلفة من الألياف. ورغم وجود أنواع مختلفة من الألياف الاصطناعية، فإنها تشترك عمومًا في خصائص عامة. فتعرف تلك الألياف عمومًا بالصفات التالية:
- الحساسية تجاه الحرارة
- مقاومة معظم المركبات الكيميائية
- مقاومة الحشرات والفطريات والقوارض ولكن قد تجذب الألياف الاصطناعية تلك الكائنات إذا كانت رطبة ودافئة
- انخفاض القدرة على امتصاص الرطوبة
- كهروستاتيكية
- مقاومة الحرائق
- ذات كثافة أو جاذبية معينة
- إمكانية التراكم
- انخفاض درجة الذوبان
- خطيرة جدًا على البيئة.
- يمكنها الانكماش والالتفاف وإصابة المستخدم بالانخناق.
- يمكن أن ترفع درجة حرارتك
- لا تعتمد الألياف الاصطناعية على أي من المحاصيل الزراعية أو تربية الحيوانات.
- تتميز بانخفاض أسعارها عمومًا عن أسعار الألياف الطبيعية.
- تمتلك الألياف الاصطناعية خصائص فريدة تجعلها شائعة الاستخدام في صناعة الملابس.
- تجف سريعًا ومتينة وتتوفر بسهولة ويسهل التعامل معها.
- تجعلك تشعر بالبرد إذا ما ابتلت

## المزايا
- لا تعتمد الألياف الاصطناعية على أي من المحاصيل الزراعية أو تربية الحيوانات.
- تتميز بانخفاض أسعارها عمومًا عن أسعار الألياف الطبيعية.
- تمتلك الألياف الاصطناعية خصائص فريدة تجعلها شائعة الاستخدام في صناعة الملابس.
- تجف سريعًا ومتينة وتتوفر بسهولة ويسهل التعامل معها.

## العيوب
- تذوب الألياف الاصطناعية قبل الاحتراق
- تتراكم بعض الشحنات الكهربائية على الألياف الاصطناعية. وتسبب تلك الشحنات الكهربائية تهيجًا في البشرة.
- خطيرة جدًا على البيئة.
- يمكن أن ترفع درجة حرارتك
- تجعلك تشعر بالبرد إذا ما ابتلت

هناك عدة طرق لتصنيع الألياف الاصطناعية ولكن أشهرها هي طريقة الغزل بالانصهار. وتنطوي على تسخين الألياف حتى تبدأ في الانصهار، وحينئذٍ يجب سحب المادة المنصهرة باستخدام الملاقط بأسرع ما يكون. وتكون الخطوة التالية هي إطالة الجزيئات الصغيرة بمحاذاتها في ترتيب متوازٍ. وبهذا تقترب الألياف من بعضها البعض وتتاح لها فرصة التبلور والتوجه. أخيرًا، خطوة ضبط الحرارة. حيث يتم استخدام الحرارة لتتخلل شكل/أبعاد الأقمشة المصنعة من الألياف الحساسة للحرارة.
تستحوذ الألياف الصناعية على ما يقرب من نصف جميع استخدامات الألياف، حيث تستخدم في كل مجالات تقنية الألياف والأنسجة. ورغم أنه قد تم تقييم فئات كثيرة من الألياف، المعتمدة على البوليمرات الاصطناعية، باعتبارها منتجات تجارية ذات قيمة محتملة، فإن هناك أربع فئات تسيطر على السوق وهي النايلون والبوليستر والأكريليك والبوليوفين. وتستحوذ هذه الفئات الأربع على ما يقرب من 98 في المائة من حجم إنتاج الألياف الاصطناعية، ويستحوذ البوليستر بمفرده على ما يقرب من 60 في المائة.

## معلومات تاريخية
أصبحت أولى الألياف الاصطناعية، المعروفة باسم الحرير الاصطناعي، معروفةً باسم فيسكوز في عام 1894 تقريبًا، وأخيرًا ألياف رايون عام 1924. ولقد تم اكتشاف منتج مشابه عام 1865 يعرف باسم خلات السليولوز.فكل من الرايون وخلات السليولوز ألياف اصطناعية، ولكنها ليست اصطناعية تمامًا حيث إنها مصنوعة من الخشب. ورغم اكتشاف هذه الألياف الاصطناعية في أواسط القرن التاسع عشر، فإن التصنيع الحديث الناجح لها بدأ في فترة لاحقة (انظر التواريخ أدناه).
النايلون, أول ألياف اصطناعية، ظهر لأول مرة في الولايات المتحدة كبديل لـ الحرير, لترشيد الاستهلاك أثناء الحرب العالمية الثانية. ولكن استخدامه الجديد كمادة لصناعة الجوارب النسائية هيمن على الاستخدامات الأكثر عملية، مثل استخدامه كبديل للحرير في صناعة المظلات وفي استخدامات عسكرية أخرى.
من أمثلة الألياف الاصطناعية الشائعة:
- نايلون (1939)
- موداكريليك (1949)
- ألياف أوليفينية (1949)
- ألياف الأكريليك (1950)
- البوليستر (1953)
- ألياف الكربون (1958)

من أمثلة الألياف الاصطناعية المتخصصة:
| - فينيون (1939) - ساران (1941) - إسباندكس (1959) - فينالون (1939) - أراميد (1961) - المعروف باسم نومكس وكيفلر وتوارون - مودال (الستينيات من القرن العشرين) - دينياما/سبكترا (1979) - ألياف بولينزاميدول (ألياف بولينزاميدول) (1983) | - سالفر (1983) - لايوسل (1992) (صناعي وليس اصطناعيًا) - عديد حمض اللبنيك (2002) - ألياف M-5 (ألياف بوليهيدروكينول ديميازوبيريدين) - أورولون - زايلون (ألياف PBO) - فيكتران (ألياف TLCP) مصنعة من بوليمر LCP فيكترا - ديركلون يستخدم في تصنيع السجاد - رايون حرير اصطناعي |  |

تضم المواد الاصطناعية الأخرى المستخدمة في الألياف:
- مطاط أكريلونيتريل (1930)

تضم الألياف الحديثة المصنعة من مواد صناعية أقدم:
- الألياف الزجاجية (1938) ويستخدم في الأغراض التالية:
  - الصناعية وصناعة السيارات والعزل المنزلي (صوف زجاجي)
  - تعزيز المواد المركبة (اللدائن المعززة بالألياف الزجاجية, الخرسانة المسلحة بالألياف الزجاجية)
  - الأوراق المتخصصة في فواصل بطارية والتنقية
- ألياف معدنية (1946) تستخدم في:
  - إضافة خصائص معدنية لـ الملابس في أغراض الموضة (وتتم دائمًا بالجمع بين اللدائن والرقائق المعدنية)
  - التخلص من تراكم الشحنات الثابتة والحد منها
  - توصيل الكهرباء لنقل المعلومات
  - توصيل الحرارة

تستخدم الألياف الصناعية في مجال البستنة غالبًا في التربة لمساعدة النباتات على النمو نموًا أفضل. من أمثلة ذلك:
- رقائق متعدد الستيرين المطولة
- راتنج رغوة يوريا فورمالدهايد
- رغوة بولي يوريثان
- رغوة راتنج الفينول

## هيئة الصناعة
تضاعف النصيب الأسيوي في الإنتاج العالمي للألياف الاصطناعية في أثناء الربع الأخير من القرن العشرين إلى 65 في المائة.

## وصلات خارجية
- Inventory of Synthetic Fibers نسخة محفوظة 23 ديسمبر 2010 على موقع واي باك مشين.